# 伊麗莎白·克莉絲汀 (不倫瑞克-沃爾芬比特爾-貝沃恩)
伊麗莎白·克莉絲汀（德語：Elisabeth Christine von Braunschweig-Wolfenbüttel-Bevern，1715年11月8日—1797年1月13日），普魯士王后、布蘭登堡選侯夫人，腓特烈大帝的妻子。

## 生平
伊麗莎白·克莉絲汀是不倫瑞克-呂訥堡公爵兼沃爾芬比特爾親王斐迪南·阿爾布雷希特二世的長女，母親是神聖羅馬皇后伊麗莎白·克莉絲丁的妹妹。
1733年，伊麗莎白·克莉絲汀與普魯士的腓特烈王儲（即日後的腓特烈二世）結婚。由於是腓特烈的父親腓特烈·威廉一世強加的婚姻，腓特烈對她相當冷漠。腓特烈二世即位後，將柏林申豪森宮交給伊麗莎白·克莉絲汀作為她的夏宮，自己住在波茨坦忘憂宮裡。
腓特烈二世對於宮廷生活不感興趣，因此伊麗莎白·克莉絲汀經常在國王缺席時作為他的代表。七年戰爭期間，腓特烈二世有整整六年的時間不在柏林；當首都先後於1757年和1760年被敵軍威脅時，伊麗莎白·克莉絲汀親自負責王室的疏散工作。由於國王經常性的缺席，伊麗莎白·克莉絲汀成為了普魯士王宮裡的中心人物。
腓特烈二世去世後，伊麗莎白·克莉絲汀依然活躍於宮廷的社交圈當中。她經常出席王室成員的生日、婚禮和洗禮等活動，受到包括繼任國王腓特烈·威廉二世在內的尊敬。
1797年，伊麗莎白·克莉絲汀於柏林王宮去世，享年81歲。